# Liste der Wappen in der Provinz Catanzaro
Die Liste der Wappen in der Provinz Catanzaro beinhaltet alle in der Wikipedia gelisteten Wappen der Orte in der Provinz Catanzaro in der Region Kalabrien in Italien. In dieser Liste werden die Wappen mit dem Gemeindelink angezeigt. 

## Wappen der Provinz Catanzaro

Provinz Catanzaro
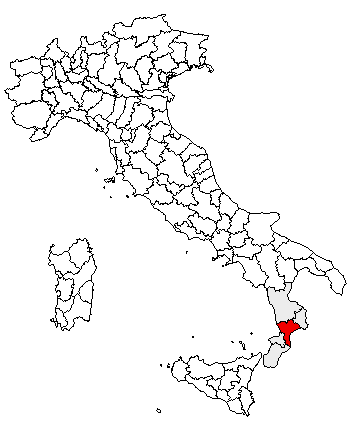
Lage der Provinz in Italien

## Wappen der Gemeinden der Provinz Catanzaro

Albi
Amaroni
Amato
Andali
Argusto
Badolato
Belcastro
Borgia
Botricello
Caraffa di Catanzaro
Cardinale
Carlopoli
Catanzaro
Cenadi
Centrache
Cerva
Chiaravalle Centrale
Cicala
Conflenti
Cortale
Cropani
Curinga
Davoli
Decollatura
Falerna
Feroleto Antico
Fossato Serralta
Gagliato
Gasperina
Gimigliano
Girifalco
Gizzeria
Guardavalle
Isca sullo Ionio
Jacurso
Lamezia Terme
Magisano
Maida
Marcedusa
Marcellinara
Martirano
Martirano Lombardo
Miglierina
Montauro
Montepaone
Motta Santa Lucia
Nocera Terinese
Olivadi
Palermiti
Pentone
Petrizzi
Petronà
Pianopoli
Platania
San Floro
San Mango d’Aquino
San Pietro Apostolo
San Pietro a Maida
San Sostene
San Vito sullo Ionio
Sant’Andrea Apostolo dello Ionio
Santa Caterina dello Ionio
Satriano
Sellia
Sellia Marina
Serrastretta
Sersale
Settingiano
Simeri Crichi
Sorbo San Basile
Soverato
Soveria Mannelli
Soveria Simeri
Squillace
Stalettì
Taverna
Tiriolo
Torre di Ruggiero
Vallefiorita
Zagarise